# CO2-Messgerät

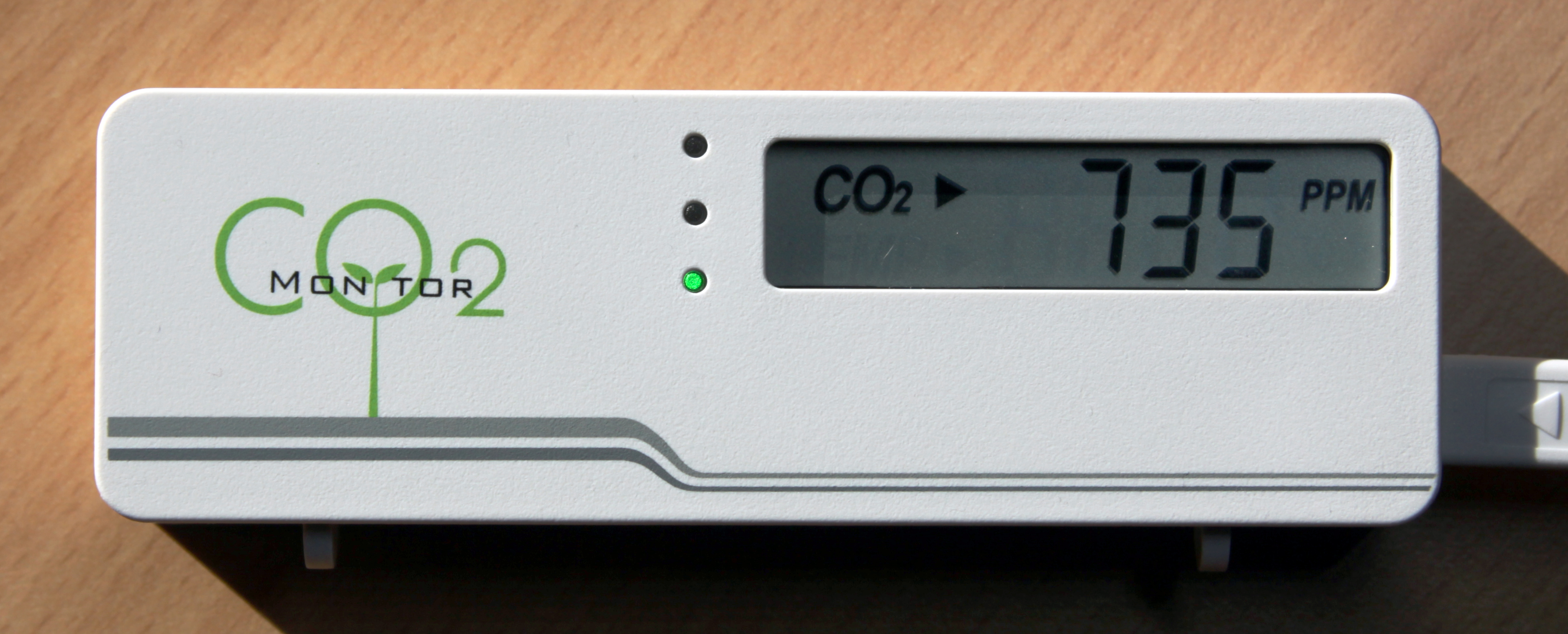
Einfaches Messgerät zur Ermittlung des Kohlenstoffdioxidgehalts mit grün leuchtender Ampel (oben Mitte) und Messwert in einer Flüssigkristallanzeige (rechts).

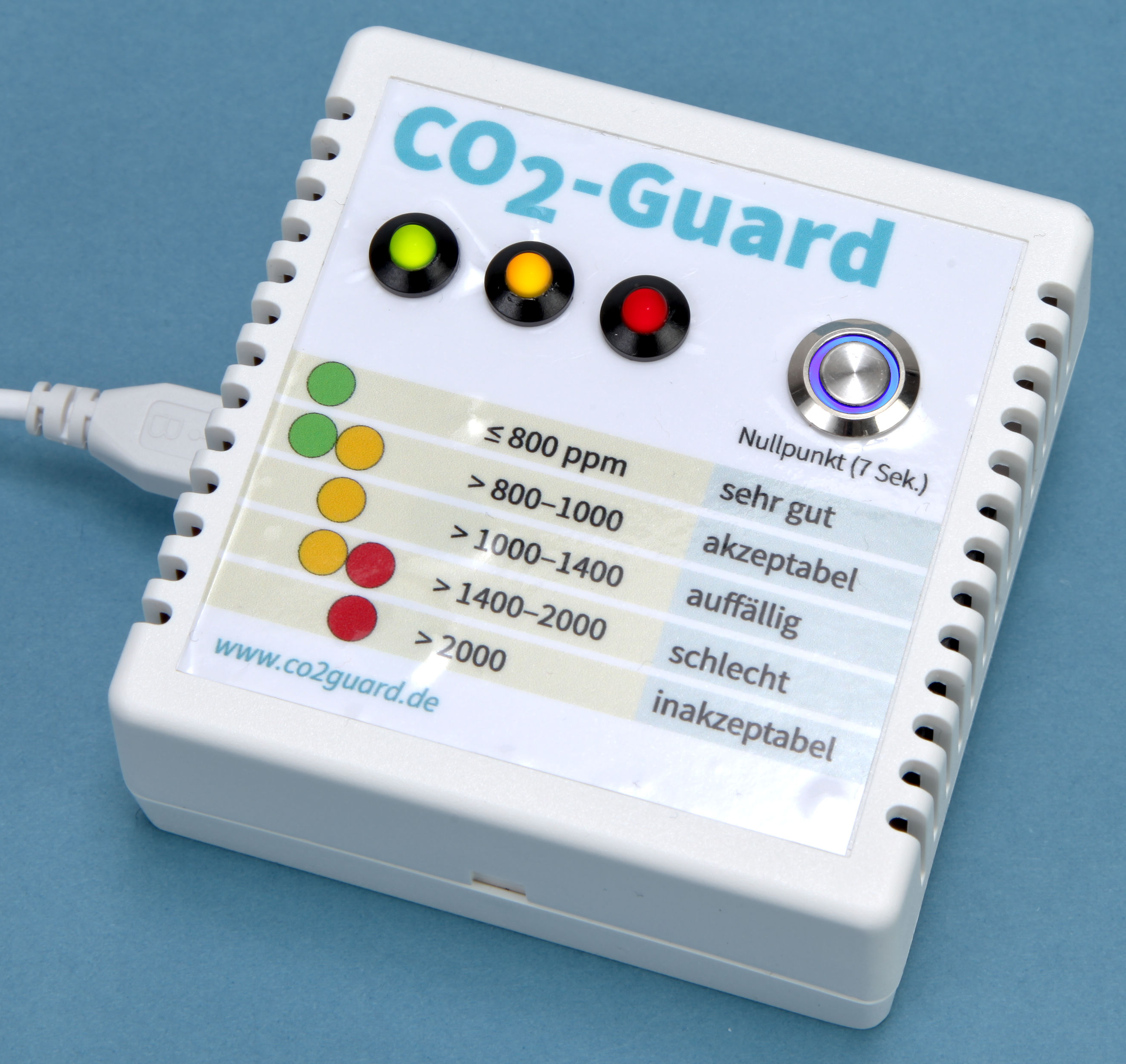
CO_{2}-Messgerät mit drei LEDs in den Farben Grün, Gelb/Orange und Rot und Übersicht des Anzeigeschemas bei unterschiedlichen Kohlenstoffdioxidkonzentrationen.

Ein CO2-Messgerät ist ein Messgerät mit einem Gassensor, das zur Anzeige des Gehalts an Kohlenstoffdioxid (abgekürzt CO2) in der Luft dient. CO2-Messgeräte zeigen die Höhe des Kohlenstoffdioxidgehalts meist in der Hilfsmaßeinheit Parts per million oder/und in Form einer Ampel mit verschiedenen Farben an. In Abgrenzung hierzu dienen CO2-Melder nur zur Signalisierung des Überschreitens eines vorgegebenen Schwellenwerts.

## Funktion
Die Messwertanzeige erfolgt ähnlich wie bei den meisten Messgeräten (auch Messinstrumente genannt) über eine Anzeige und dient zur Bestimmung geometrischer oder physikalischer Größen. Manche Geräte weisen den Kohlenstoffdioxidgehalt neben der Messwertanzeige in parts per million (ppm) auch in einer interpretierenden Farbe (zum Beispiel grün, gelb, rot) aus. Häufig kann zusätzlich ein akustisches Signal ausgegeben werden.
Für die Messung wird meist ein nichtdispersiver Infrarotsensor eingesetzt, der den Anteil von Kohlenstoffdioxid anhand der optischen Absorption im infraroten Spektralbereich ermittelt. In günstigen Geräten wird oft ein VOC-Mischgassensor (Volatile Organic Components für flüchtige organische Verbindungen) eingesetzt, der nur eine bedingte Aussagekraft zulässt, da der CO2-Gehalt nur errechnet wird.
Da auch der Wassergehalt in der Luft und gasförmige organische Verbindungen einen Einfluss auf die gemessene Absorption haben, können diese ebenfalls bestimmt und dann für die genauere Ermittlung des äquivalenten Kohlenstoffdioxidgehalts herangezogen werden.

## Anwendungen
CO2-Messgeräte stellen einen Indikator zur Verfügung, mit dessen Hilfe die Raumluftqualität bestimmt werden kann. Hierbei kann vor der schädlichen Wirkung zu hoher Kohlenstoffdioxidkonzentrationen auf Menschen oder Tiere in der Atemluft gewarnt werden. Der Kohlenstoffdioxidgehalt in der Raumluft wird dabei nicht nur durch die Verbrennung von Brennstoffen, sondern auch durch ausgeatmete Atemluft angereichert. Kohlenstoffdioxid gilt daher als guter Indikator für den Luftwechsel in Wohn-, Schlaf- und Arbeitsräumen, und die Signale von CO2-Messgeräten können dafür als Anhaltspunkt herangezogen werden.
Die Keeling-Kurve gibt den Gehalt an Kohlenstoffdioxid in der Außenluft an. Dieser liegt zurzeit bei gut 400 ppm und kann in städtischen Lagen sowie je nach Tages- oder Jahreszeit noch höher sein. Laut Umweltbundesamt soll der Kohlenstoffdioxidgehalt durch gründliches Lüften oder durch raumlufttechnische Einrichtungen dauerhaft einen mittleren Wert von 1000 ppm (nach Max von Pettenkofer auch Pettenkofer-Zahl genannt) nicht übersteigen, um die Innenraumlufthygiene aufrechtzuerhalten. Einige CO2-Messgeräte bieten die Möglichkeit, die Grenzwerte für den CO2-Gehalt in der Luft frei anzupassen. Die Raumluftampel wird dazu über eine digitale Schnittstelle (meist Universal Serial Bus (USB)) mit einem Anwendungsprogramm parametriert. So kann der Grenzwert je nach Anforderung individuell auf die Begebenheiten vor Ort angepasst werden
Einige CO2-Messgeräte bieten die Möglichkeit, ihre Messwerte an Direct-Digital-Control-Komponenten zur Gebäudeautomation weiterzugeben. Hierdurch können die ermittelten Messwerte dazu genutzt werden, um zum Beispiel bei zu hoher CO2-Konzentration die zugeführte Luftmenge zu einem Raum zu erhöhen oder die Fenster automatisch zu öffnen. Hierfür steht für drahtlose Netzwerke in der Regel das Netzwerkprotokoll Long Range Wide Area Network (LoRaWAN) zur Verfügung. Alternativ können die Messwerte auch an einen Cloud-Computing-Dienstleister übertragen werden und im Rahmen des Internets der Dinge visualisiert und analysiert werden, so dass beispielsweise auch eine automatische Protokollierung der Raumluftüberwachung erfolgen kann.